# Underneath Acoustic
Underneath Acoustic é um EP ao vivo da banda Hanson, lançado em julho de 2003.
Foi gravado em um show especial para membros do fã clube oficial, realizado na cidade de Tulsa no estado americano de Oklahoma. É o primeiro CD gravado pelo Hanson após o rompimento da banda com sua antiga gravadora.

## Faixas
Todas as faixas por Isaac Hanson, Taylor Hanson, Zac Hanson, exceto onde anotado.
1. "Strong Enough to Break" (Isaac Hanson, Taylor Hanson, Zac Hanson, Greg Wells)
2. "Deeper" (I. Hanson, T. Hanson, Z. Hanson, Michelle Branch)
3. "When You're Gone"
4. "Misery"
5. "Underneath" (I. Hanson, T. Hanson, Z. Hanson, Matthew Sweet)
6. "Penny and Me"
7. "Hey" (I. Hanson, T. Hanson, Z. Hanson, G. Wells)
8. "Love Somebody to Know" (I. Hanson, T. Hanson, Z. Hanson, Stephen Lironi)